# Antisepsie

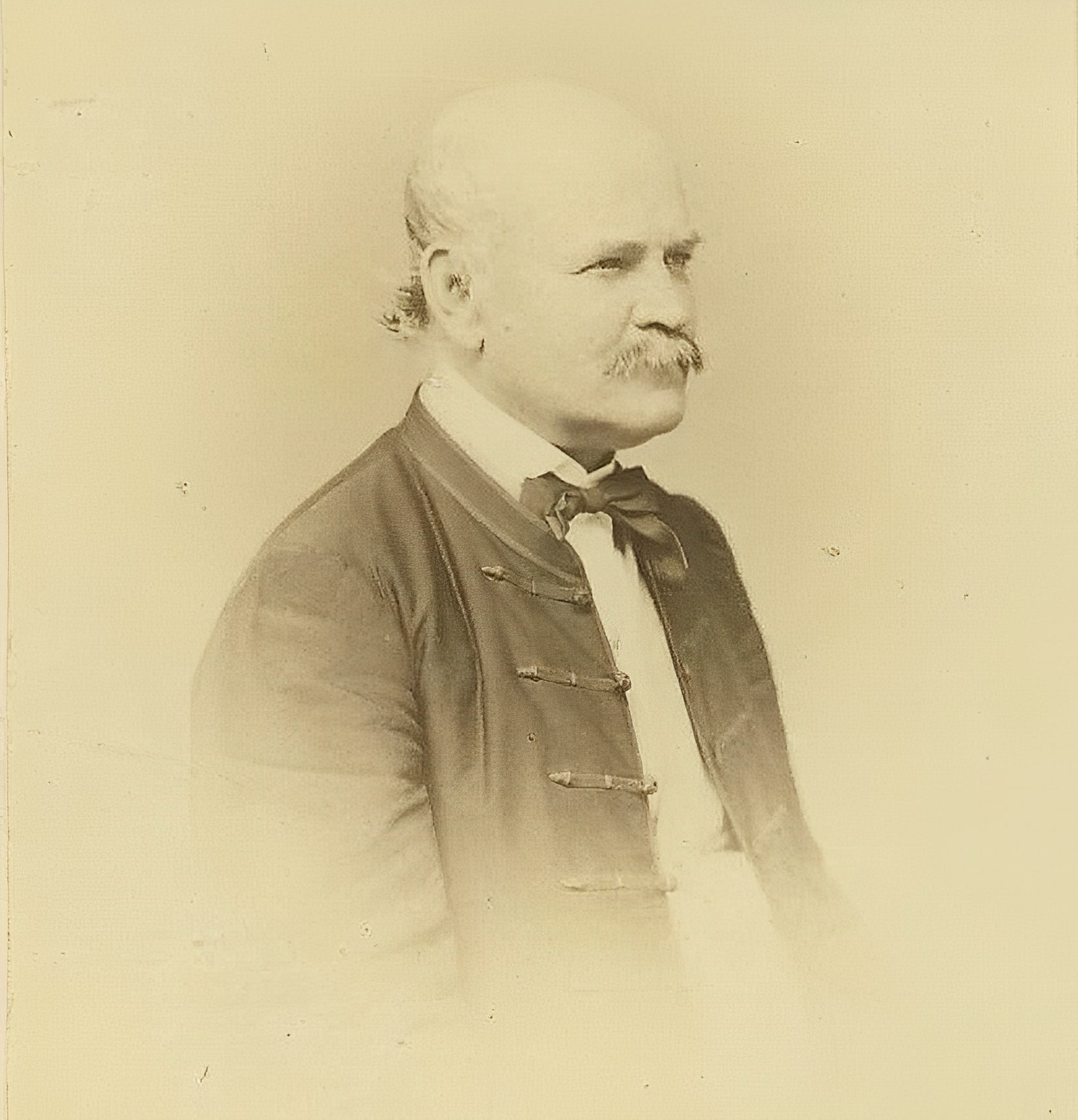
Le docteur Semmelweis, premier promoteur du lavage des mains en 1847.

L'antisepsie (du grec ancien σῆψις, sepsis, « putréfaction ») est une opération dont le résultat est d'éliminer momentanément les micro-organismes au niveau des tissus vivants par application d'un produit antiseptique.
Éclairée par les travaux de Louis Pasteur sur le rôle des bactéries de l'air dans les phénomènes de putréfaction, elle a été introduite en France à partir de 1874 par le docteur Just Lucas-Championnière, qui s'était formé auprès du chirurgien britannique Joseph Lister. Cela a permis de grandes avancées dans le domaine de la chirurgie (auparavant, la plupart des opérations tournaient mal). D'ailleurs dans les années 1890 Auguste Nélaton promit une statue d'or à l'effigie de Lister.
L'antisepsie lors des accouchements a été l'objet de recherches et de nombreuses publications du Professeur Sébastien Remy à Nancy.
Chef de clinique obstétricale dès 1882, agrégé d'accouchements en 1886, il publia en 1893 un précis de médecine opératoire obstétricale et écrivit en 1896 un travail original sur « l'antiseptie et sages-femmes », qui demeure une référence dans la lutte contre la mortalité maternelle et infantile.